# Grorud
Grorud je 10. městská část norského hlavního města Osla, součást předměstí Groruddalen, která je nejmenší rozlohou i počtem obyvatel. Leží na severním okraji města kde hraničí s lesnatou oblastí Lillomarka, na východě hraničí s obvodem Stovner, na jihu s obvodem Alna a na západě s obvodem Bjerke. Obvod vznikl při administrativní reformě v roce 2004 sloučením starších obvodu Grorud a Romsås.
Jižní část čtvrti je spíše průmyslová, nachází se zde například hlavní závod mlékárny Tine. Severněji, ve vyšších polohách v blízkosti lesa, je zástavba tvořena především obytnými domy. Okolo hlavní železniční trati u stanice metra Grorud a stejnojmenného nádraží a na severozápadě ve čtvrtích Rødtvet a Ammerud se jedná především o starší rodinné domy. Většina obytné zástavby jsou však obytné domy postavené ve 40. až 70. letech 20. století.
Jméno obvodu, respektive čtvrti po které je pojmenován, vychází ze staroseverského Gróarruð a to zase z ženského jména Gró nebo Gróa. Gróarruð byl název středověkého statku, který postupně měnil majitele a který mezi roky 1754 a 1828 vlastnila rodina Akerů. Poté byl polovině 19. století rozparcelován a v téže době se zde nacházelo mnoho dolů, například na měď, a také vznikla železniční stanice. V roce 1902 byl postaven místní kostel a jehož hřbitově je pohřben Trygve Lie, první generální tajemník OSN.
Obvod se skládá z následujících čtvrtí:
- Rødtvet
- Ammerud
- Grorud
- Romsås
- Nordtvet

## Galerie

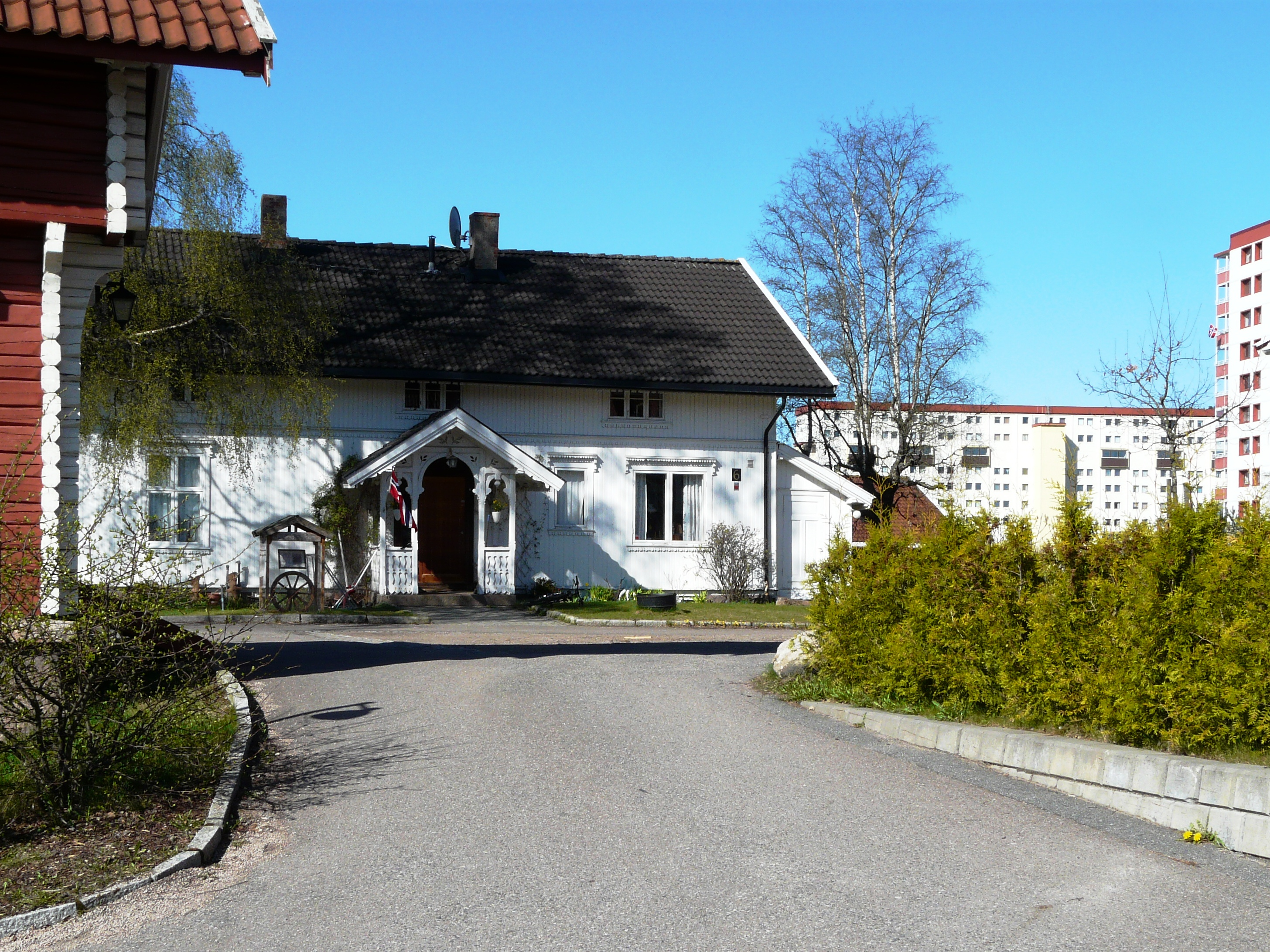
Statek ve čtvrti Rødtvet
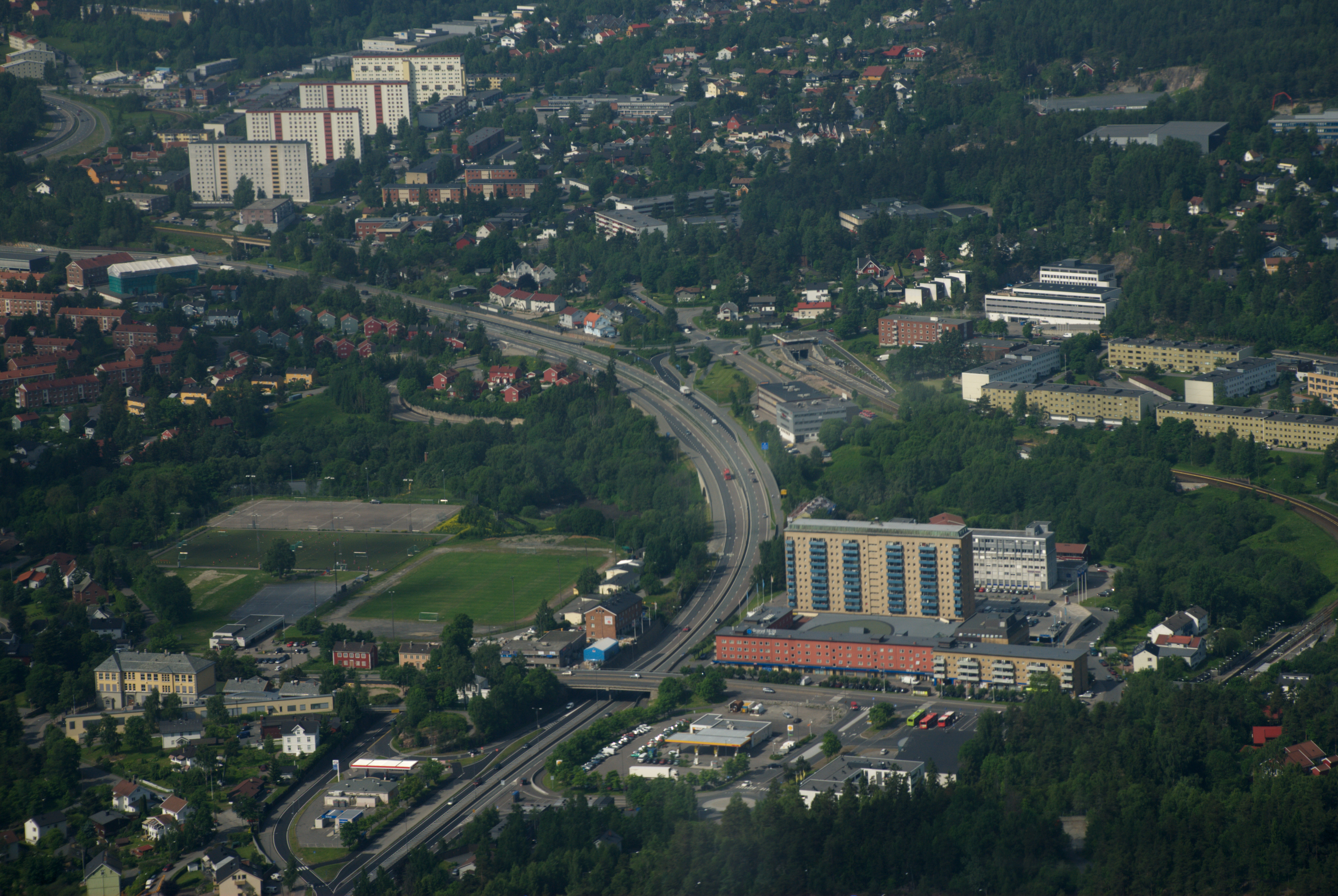
Letecký pohled na centrum obvodu
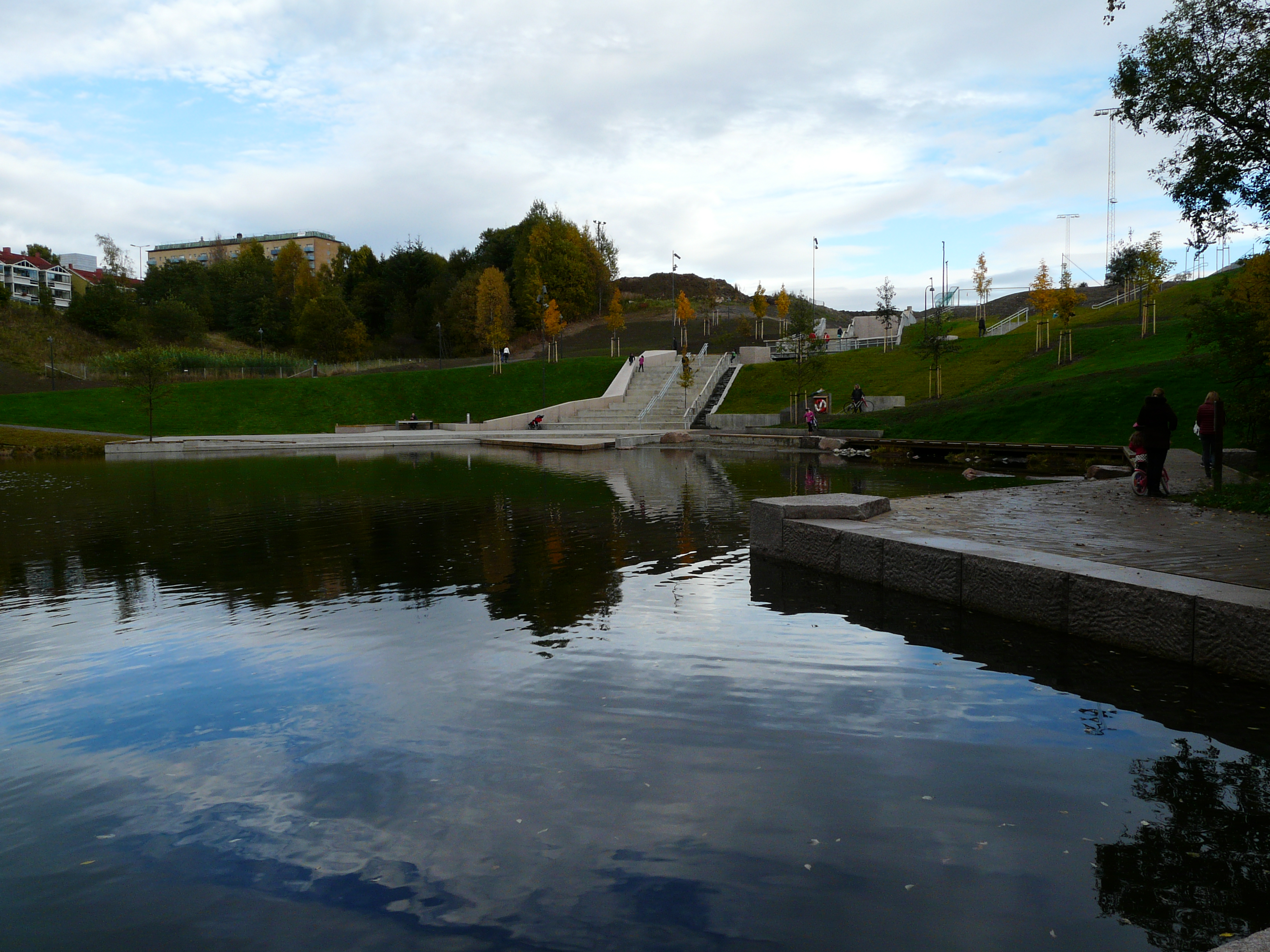
Park Groruddammen
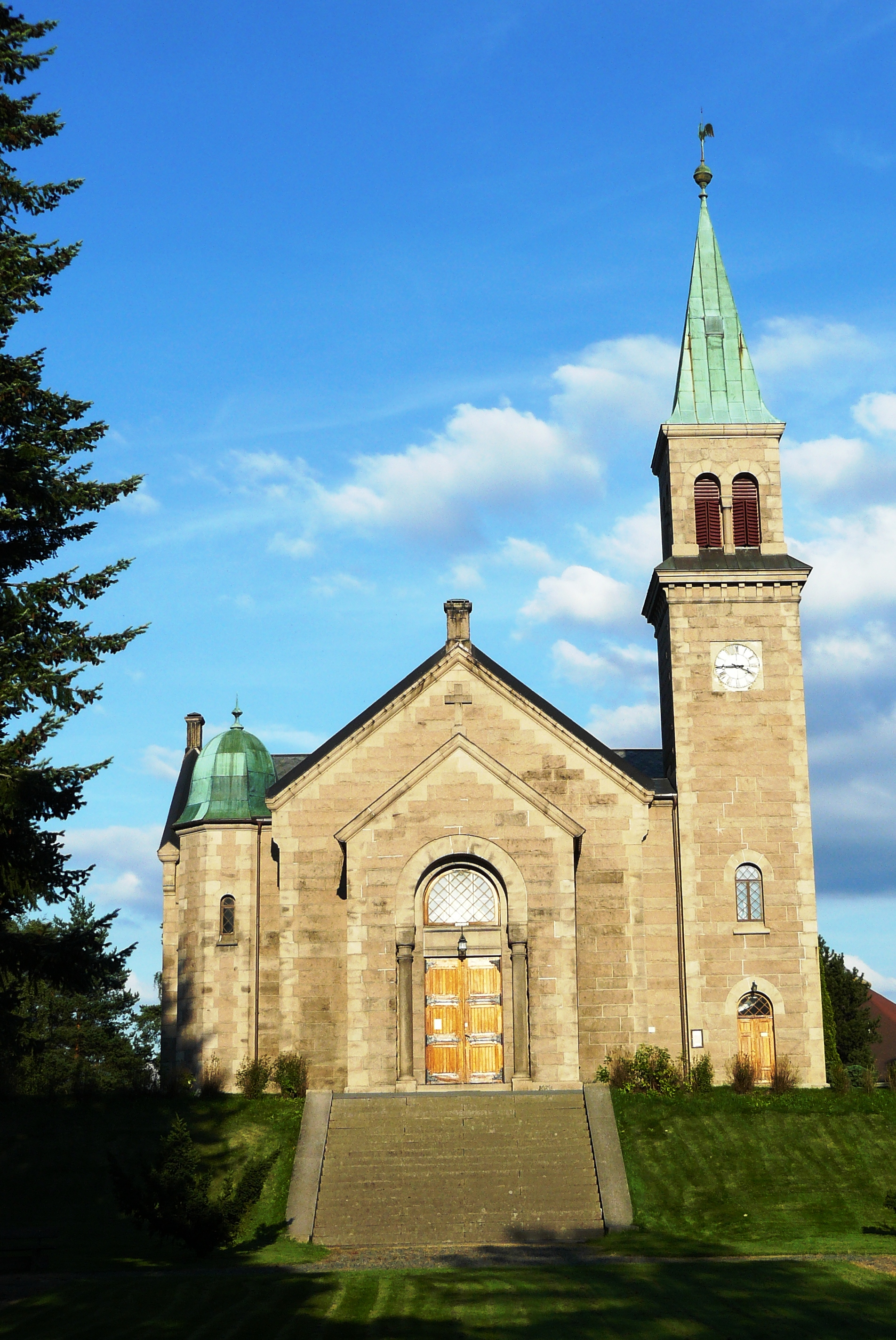
Kostel Grorud